# Hall of Fame della Premier League
La Hall of Fame della Premier League è la Hall of Fame per i calciatori che hanno giocato nella Premier League, il livello più alto della struttura piramidale delle leghe calcistiche inglesi. Inaugurato nel 2020 ma ritardato di un anno a causa della pandemia di COVID-19, la Hall of Fame intende onorare i calciatori che hanno avuto successo e ebbero un contributo significativo in campionato fin dalla sua fondazione nel 1992.
Nella classe inaugurale del 2021, otto giocatori vennero introdotti: Alan Shearer, Thierry Henry, Eric Cantona, Roy Keane, Frank Lampard, Dennis Bergkamp, Steven Gerrard, e David Beckham.

## Requisiti
Affinché i giocatori siano eleggibili per essere introdotti nella Hall of Fame della Premier League, diversi criteri sono presi in considerazione, in primo luogo hanno avuto "un successo eccezionale sul campo e hanno contribuito significativamente" sin dalla fondazione della Premier League nel 1992. Altri criteri sono presi in considerazione, come essere ritirati prima della stagione di premiazione, ed essere giudicati esclusivamente per i successi a livello domestico nella Premier League non considerando altre competizioni. Inoltre, i calciatori devono avere almeno 250 presenze in campionato, o aver raggiunto uno dei seguenti criteri:
- Avere più di 200 presenze in Premier League con un solo club.
- Essere stati selezionati in uno dei "Team of the Decade" o nel "20-Year Anniversary teams".
- Aver vinto il Premier League Golden Boot o il Golden Glove.
- Essere eletto il "Premier League Player of the Season".
- Aver vinto 3 titoli di Premier League.
- Aver segnato più di 100 gol in Premier League, o avere più di 100 reti inviolate per i portieri.

## Introduzioni

### Giocatori
| Anno | Nome             | Pres. | Gol | Ruolo | Stagioni            | Squadre                                                                                    | Risultati | Note   |
| ---- | ---------------- | ----- | --- | ----- | ------------------- | ------------------------------------------------------------------------------------------ | --- | ------ |
| 2021 | Alan Shearer     | 441   | 260 | ATT   | 1992-2006           | Blackburn Rovers Newcastle Utd                                                             | 1x Campione 3x Golden Boot 1x Player of the Season Selezionato nel 10–Year Anniversary Team Selezionato nel 20–Year Anniversary Team          | [ 3 ]  |
| 2021 | Thierry Henry    | 258   | 177 | ATT   | 1999–2007 2012      | Arsenal                                                                                    | 2x Campione 4x Golden Boot (record) 2x Player of the Season Selezionato nel 10–Year Anniversary Team Selezionato nel 20–Year Anniversary Team | [ 4 ]  |
| 2021 | Eric Cantona     | 156   | 60  | ATT   | 1992–1997           | Leeds Utd Manchester Utd                                                                   | 4x Campione Selezionato nel 10–Year Anniversary Team                                                                                          | [ 5 ]  |
| 2021 | Roy Keane        | 366   | 39  | CEN   | 1992–2005           | Nottingham Forest Manchester Utd                                                           | 7x Campione Selezionato nel 20–Year Anniversary Team                                                                                          | [ 6 ]  |
| 2021 | Frank Lampard    | 609   | 177 | CEN   | 1995–2015           | West Ham Utd Chelsea Manchester City                                                       | 3x Campione 1x Player of the Season | [ 7 ]  |
| 2021 | Dennis Bergkamp  | 315   | 87  | ATT   | 1995–2006           | Arsenal                                                                                    | 3x Campione | [ 8 ]  |
| 2021 | Steven Gerrard   | 504   | 120 | CEN   | 1998–2015           | Liverpool                                                                                  | Selezionato nel 20–Year Anniversary Team | [ 9 ]  |
| 2021 | David Beckham    | 265   | 62  | CEN   | 1995–2003           | Manchester Utd                                                                             | 6x Campione Selezionato nel 10–Year Anniversary Team                                                                                          | [ 10 ] |
|      |                  |       |     |       |                     |                                                                                            | |        |
| 2022 | Wayne Rooney     | 491   | 208 | ATT   | 2002-2018           | Everton Manchester Utd                                                                     | 5x Campione 1x Player of the Season | [ 11 ] |
| 2022 | Patrick Vieira   | 307   | 32  | CEN   | 1996-2005 2009-2011 | Arsenal Manchester City                                                                    | 3x Campione 3x Player of the Season Selezionato nel 10–Year Anniversary Team                                                                  | [ 11 ] |
| 2022 | Sergio Agüero    | 275   | 184 | ATT   | 2011-2021           | Manchester City                                                                            | 5x Campione 1x Golden Boot | [ 12 ] |
| 2022 | Didier Drogba    | 254   | 104 | ATT   | 2004-2012 2014-2015 | Chelsea                                                                                    | 4x Campione 2x Golden Boot | [ 12 ] |
| 2022 | Vincent Kompany  | 265   | 18  | DIF   | 2008-2019           | Manchester City                                                                            | 4x Campione 1x Player of the Season | [ 12 ] |
| 2022 | Peter Schmeichel | 310   | 1   | POR   | 1992-1999 2001-2003 | Manchester Utd Aston Villa Manchester City                                                 | 5x Campione 1x Player of the Season Selezionato nel 10–Year Anniversary Team Selezionato nel 20–Year Anniversary Team                         | [ 12 ] |
| 2022 | Paul Scholes     | 499   | 107 | CEN   | 1994-2011 2012-2013 | Manchester Utd                                                                             | 11x Campione Selezionato nel 10–Year Anniversary Team Selezionato nel 20–Year Anniversary Team                                                | [ 12 ] |
| 2022 | Ian Wright       | 213   | 113 | ATT   | 1992-1999           | Arsenal West Ham Utd                                                                       | 1x Campione | [ 12 ] |
|      |                  |       |     |       |                     |                                                                                            | |        |
| 2023 | Tony Adams       | 255   | 12  | DIF   | 1992-2002           | Arsenal                                                                                    | 2x Campione Selezionato nel 10–Year Anniversary Team Selezionato nel 20–Year Anniversary Team                                                 | [ 13 ] |
| 2023 | Petr Čech        | 443   | 0   | POR   | 2004-2019           | Chelsea Arsenal                                                                            | 4x Campione 4x Golden Glove | [ 13 ] |
| 2023 | Rio Ferdinand    | 504   | 11  | DIF   | 1995-2015           | West Ham Utd Leeds Utd Manchester Utd QPR                                                  | 6x Campione Selezionato nel 20–Year Anniversary Team                                                                                          | [ 13 ] |
|      |                  |       |     |       |                     |                                                                                            | |        |
| 2024 | Ashley Cole      | 385   | 15  | DIF   | 1999–2006 2006–2014 | Arsenal Chelsea                                                                            | 3x Campione Selezionato nel 20–Year Anniversary Team                                                                                          | [ 14 ] |
| 2024 | Andy Cole        | 414   | 186 | ATT   | 1993–2008           | Newcastle Utd Manchester Utd Blackburn Rovers Fulham Manchester City Portsmouth Sunderland | 5x Campione 1x Golden Boot | [ 15 ] |
| 2024 | John Terry       | 492   | 41  | DIF   | 1998–2017           | Chelsea                                                                                    | 5x Campione | [ 15 ] |
|      |                  |       |     |       |                     |                                                                                            | |        |

### Allenatori
| Anno | Nome          | Partite | Vittorie | Stagioni  | Squadre        | Risultati                                                       | Note |
| ---- | ------------- | ------- | -------- | --------- | -------------- | --------------------------------------------------------------- | ---- |
| 2023 | Alex Ferguson | 810     | 528      | 1992-2013 | Manchester Utd | 13x Campione 27x Manager of the Month 11x Manager of the Season |      |
| 2023 | Arsène Wenger | 828     | 476      | 1996-2018 | Arsenal        | 3x Campione 15x Manager of the Month 3x Manager of the Season   |      |

## Introduzioni per nazione

### Giocatori
| Nazione        | Giocatori |
| -------------- | --------- |
| Inghilterra    | 12        |
| Francia        | 3         |
| Irlanda        | 1         |
| Paesi Bassi    | 1         |
| Argentina      | 1         |
| Costa d'Avorio | 1         |
| Belgio         | 1         |
| Danimarca      | 1         |
| Rep. Ceca      | 1         |

### Allenatori
| Nazione | Giocatori |
| ------- | --------- |
| Scozia  | 1         |
| Francia | 1         |

### Generali
Hall of Fame Inductees, su premierleague.com.

### Specifiche
1. ↑   Alan Shearer among first inductees of The Premier League Hall of Fame, su itv.com. URL consultato il 6 novembre 2021.
2. ↑   Alan Shearer, Thierry Henry the First Inducted to Premier League Hall of Fame, su si.com. URL consultato il 6 novembre 2021.
3. ↑   Alan Shearer Overview, su premierleague.com.
4. ↑   Thierry Henry Overview, su premierleague.com.
5. ↑   Eric Cantona Overview, su premierleague.com.
6. ↑   Roy Keane Overview, su premierleague.com.
7. ↑   Frank Lampard Overview, su premierleague.com.
8. ↑   Dennis Bergkamp Overview, su premierleague.com.
9. ↑   Steven Gerrard Overview, su premierleague.com.
10. ↑   David Beckham Overview, su premierleague.com.
11. 1 2   Rooney and Vieira enter Premier League Hall of Fame, su premierleague.com.
12. 1 2 3 4 5 6   Six new inductees voted into Premier League Hall of Fame, su premierleague.com, Premier League, 21 aprile 2022. URL consultato il 21 aprile 2022.
13. 1 2 3   Rio Ferdinand, Petr Cech and Tony Adams inducted into Premier League Hall of Fame, su bbc.com, BBC.
14. ↑   Ashley Cole inducted into Premier League Hall of Fame, Premier League.
15. 1 2   Andrew Cole and John Terry inducted into Hall of Fame, su premierleague.com, Premier League, 22 aprile 2024.